# Rode Zee (gouvernement)
Het Egyptische gouvernement Rode Zee (Al Bahr al Ahmar) is gelegen in het zuidoosten van het land, tussen de Nijl en de Rode Zee. In het zuiden grenst het gebied aan Soedan. De hoofdstad is Hurghada.